# Nicolás Goldschmidt
Nicolás Goldschmidt (Viedma, provincia de Río Negro; 1 de septiembre de 1986) es un actor argentino. Es popularmente conocido por haber interpretado al personaje de Nico en Chiquititas, a "Formo" en 1/2 falta y más recientemente a Diego Maradona en Maradona, sueño bendito.

## Filmografía

### Cine
| Año  | Película                 | Personaje    | Dirección                | Notas                    |
| ---- | ------------------------ | ------------ | ------------------------ | ------------------------ |
| 1996 | Sol de otoño             | Wilson       | Eduardo Mignogna         | Debut en cine            |
| 2011 | La vida nueva            | César        | Santiago Palavecino      |                          |
| 2012 | El amigo alemán          | Felipe       | Jeanine Meerapfel        |                          |
| 2012 | Mujer conejo             |              | Verónica Chen            |                          |
| 2012 | Mujer lobo               |              | Tamae Garateguy          |                          |
| 2013 | Tiro de gracia           | Jesús        | Nicolás Lidijover        |                          |
| 2014 | Al Desentendido          |              | Mauricio Escobar Durán   |                          |
| 2014 | La Noche mas fria        | Álvaro Tapia | Cristian Tapia Marchiori |                          |
| 2014 | Entre Romina y el mundo  |              | Guadalupe Docampo        | Editor y productor       |
| 2015 | Eva no duerme            | Robles       | Pablo Agüero             |                          |
| 2015 | Las Furias               | Leónidas     | Tamae Garateguy          |                          |
| 2015 | Noche de perros          | Richard      | Ignacio Sesma            |                          |
| 2016 | Camarín                  |              | Natasha Gurfinkeld       | Protagonista             |
| 2017 | Grief                    |              | Cecilia Cartasegna       | Corto y protagonista     |
| 2018 | El Corte                 |              | Regina Braunstein        | Protagonista             |
| 2019 | Las Furias               |              | Tamae Garateguy          | Protagonista y guionista |
| 2020 | Noch ein bewölkter Tag   | Viajero      | Juan Carlos Lo Sasso     | Corto                    |
| 2024 | El rectángulo de ángeles | Rafael       | Nicolás Galliano         |                          |

### Televisión
| Año       | Título                     | Personaje                    | Canal                | Notas                                                 |
| --------- | -------------------------- | ---------------------------- | -------------------- | ----------------------------------------------------- |
| 1997-1998 | Chiquititas                | Nicolás                      | Telefe               | Elenco de Reparto                                     |
| 1998      | Fiscales                   |                              | Telefe               | Elenco de Reparto                                     |
| 1999      | Trillizos, dijo la partera | Lucas Scarpelli              | Telefe               | Elenco de Reparto                                     |
| 2000      | Chiquititas                | Nacho                        | Telefe               | Elenco de Reparto                                     |
| 2001      | Chiquititas                | Nicolás                      | Telefe               | Elenco de Reparto                                     |
| 2001-2002 | Provócame                  | Matías Gutiérrez Murillo     | Telefe               | Coprotagonista                                        |
| 2003      | Rincón de luz              | Nicolás "Rana"               | Canal 9 / América TV | Elenco infantil                                       |
| 2005      | 1/2 falta                  | Abel "Formo" Gómez           | Canal 13             | Elenco juvenil                                        |
| 2005      | Amor mío                   | -                            | Telefe               |                                                       |
| 2006      | Mujeres asesinas           | Mauro / Marcos               | Canal 13             | Episodio: Silvia, celosa Episodio: Andrea, bailantera |
| 2006      | Alma pirata                | -                            | Telefe               |                                                       |
| 2008      | Mujeres asesinas           | Lautaro                      | Canal 13             | Episodio: Azucena, vengadora                          |
| 2011      | Tiempo de pensar           | -                            | TV Pública           | Episodio 7: "El reemplazo"                            |
| 2011      | El puntero                 | Héctor Lombardo              | Canal 13             | Participación Especial                                |
| 2012      | La defensora               | José Lofeudo                 | TV Pública           | Participación Especial                                |
| 2012      | Amores de historia         | Carlos                       | Canal 9              | Episodio 10: "Lucio, Eliana y Carlos"                 |
| 2012      | Los pibes del puente       | Corcho                       | TV Pública           | Protagonista                                          |
| 2012      | Presentes                  | Juan Ignacio "Nacho" Luna    | Encuentro            | Protagonista                                          |
| 2013      | Farsantes                  | Alambre                      | Canal 13             | Participación Especial                                |
| 2014      | Mis amigos de siempre      | Ezequiel                     | Canal 13             | Participación Especial                                |
| 2015      | Presentes                  | Juan Ignacio "Nacho" Luna    | Encuentro            | Protagonista                                          |
| 2017      | Cartoneros                 | Emiliano Suárez              | Canal 9              | Elenco de Reparto                                     |
| 2017      | Supermax                   | Augusto                      | TV Pública           | Elenco de Reparto                                     |
| 2018      | La caída                   | Maxi Aban                    | TV Pública           | Elenco de reparto                                     |
| 2021      | Maradona, sueño bendito    | Diego Maradona (adolescente) | Amazon Prime Video   | Protagonista                                          |

### Teatro
- Roxanas (Director)
- Bodas de sangre (Actor)
- Casa Sofía presenta: Radioteatros (Intérprete)
- Ametralladora (Actor)
- Precarizada (Intérprete)
- Tintas frescas (Actor)
- Yo (Idea, Actor)
- Danza de la expiación (Actor, Colaborador artístico)
- Ametralladora (Actor)
- La liebre y la tortuga (Actor)
- Laboratorio de Creación I. Sesiones abiertas II - III - IV (Participación)
- Laboratorio de Creación I. Sesión abierta Nº 1 (Participación)
- Coreomania -No puedo parar- (Intérprete)
- Satori (Actor)
- Los Carlinga: Shakespir Show (Músico, Director)
- A todo animal útil (Director)
- La máquina idiota (Actor)
- Ojalá te mueras (Actor)
- Los Carlinga y la Pomponio (Autor, Director musical, Director)
- La mujer de antes (Actor)
- Lázaro, el Cuarto Oscuro (Actor)
- Los Carlinga y la Pomponio (Actor)
- Terror y Miserias (Actor)
- Sobre Piedras (Asistente de dirección)
- Libido (Actor)
- Chiquititas (Actor) 1997-1998
- Rincón de Luz (Actor) 2004 en Estadio Nokia Hotel de Tel Aviv (Israel)

## Premios y nominaciones
| Año  | Premio               | Categoría            | Por                      | Resultado |
| ---- | -------------------- | -------------------- | ------------------------ | --------- |
| 2011 | Premios ACE          | Revelación masculina | Lázaro, el cuarto Oscuro | Nominado  |
| 2015 | Bienal de arte joven | Director             | A todo animal útil       | Ganador   |
| 2023 | BAFICI               | Mejor Actuación      | BOY                      | Ganador   |